# SS L'Atlantique
«Атлантика» (SS L’Atlantique) — пассажирский лайнер компании Compagnie de Navigation Sud-Atlantique (дочерней структуры Compagnie Générale Transatlantique (CGT)). К моменту вступления в строй в 1931 году был самым крупным, быстроходным и роскошным судном на линиях между Европой и Южной Америкой.

## Постройка

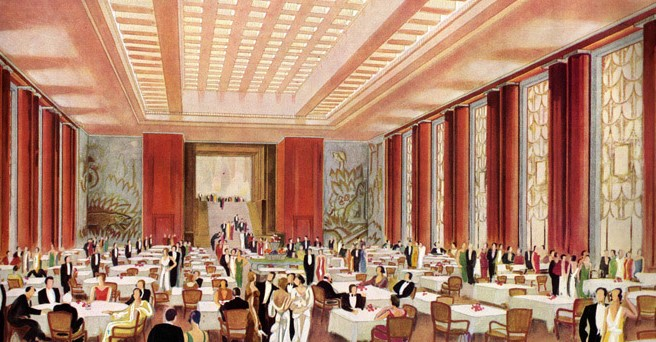
Обеденный салон первого класса

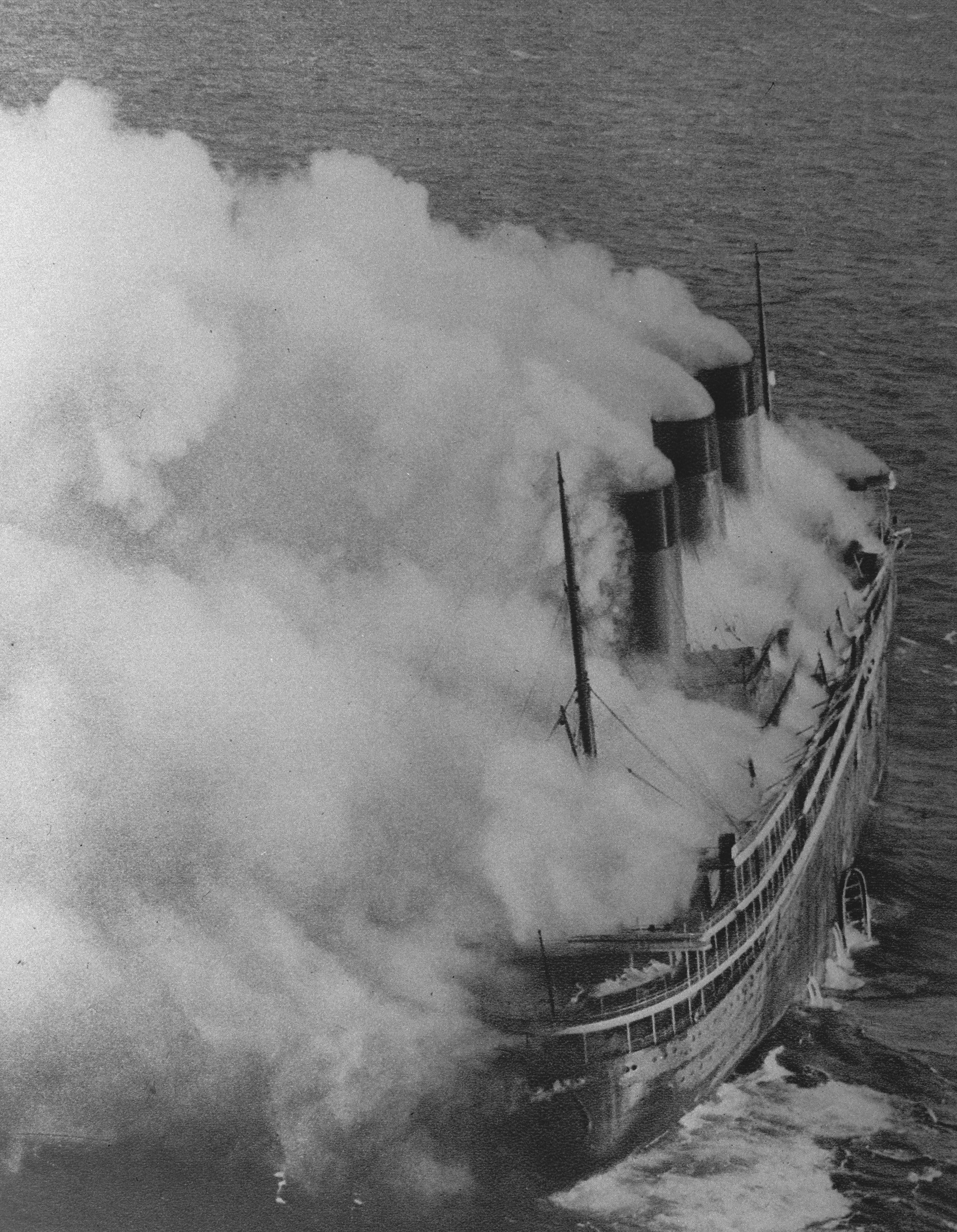
L’Atlantique в огне

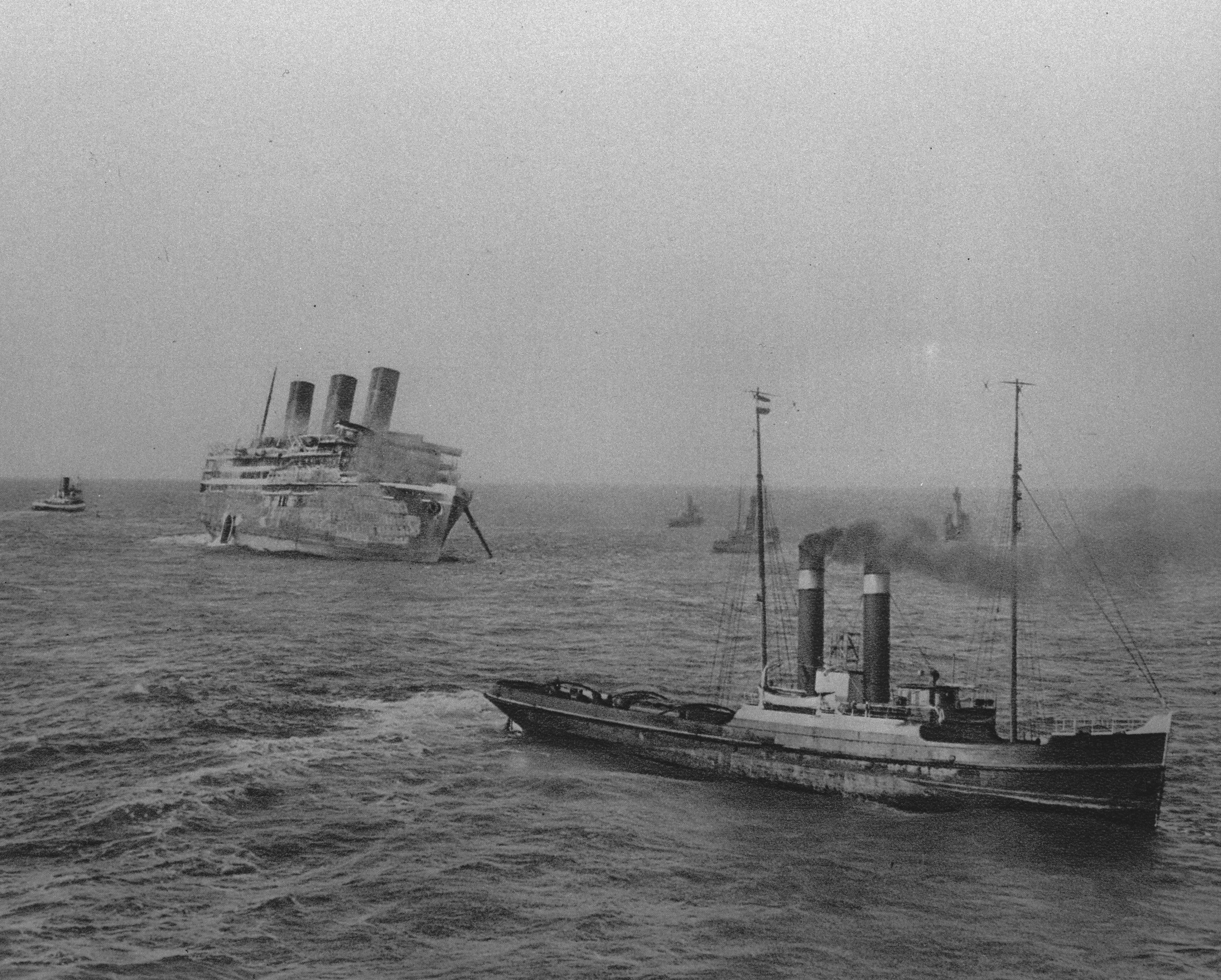
L’Atlantique буксируется в порт

Судно строило Ateliers et Chantiers de Saint-Nazaire Penhoët в Сент-Назере. Заложенное 28 ноября 1928 года, оно было спущено в 1930 году и сдано 7 сентября 1931 года..
Судно имело большую ширину — 28 метров — чтобы обеспечить осадку не более 9 метров, продиктованную глубинами в районе Ла-Платы. Необычно для своего времени, оно почти не имело седловатости и погиби палубы. Водоизмещение называлось в районе 40 тыс. тонн до 42,5 тыс. тонн
Кабины первого и второго класса располагались с внешней стороны и имели иллюминаторы. Главный вестибюль занимал высоту трёх палуб. Отличительной чертой судна, неординарной на тот период, было наличие центрального коридора шириной 6 м на протяжении не менее 140 м, прозванного Rue de Atlantique и уставленного киосками и магазинами известных в 30-е гг. брендов.. Интерьеры в стиле Ар-Деко были выполнены Альбером Бенаром и Пьером Пату с использованием стекла, мрамора и различных пород дерева, в более приглушённых тонах по сравнению с, например, «Иль-де-Франс».

## Эксплуатация и гибель
Первый рейс состоялся 29 сентября 1931 года и продлился до 31 октября. Из-за своих размеров судно редко ходило полностью загруженным и было вынуждено полагаться на финансовую помощь правительства.
В 1932 году его трубы были увеличены на 5 метров.
Четвёртого января 1933 года лайнер находился на пути из Бордо в Гавр для постановки в сухой док на ремонт. В 3.30 в 25 милях(40 км) от Гернси был обнаружен пожар, предположительно начавшийся в салоне первого класса. Пожар распространялся быстро и привёл к гибели 19 человек. В итоге капитан Рене Шуф скомандовал эвакуацию всего экипажа в 200 человек.
Из-за поломки шлюпбалки одна из первых шлюпок упала и перевернулась, семь или восемь человек утонули. Радиограммы о помощи были приняты в Шербуре и Гавре, на помощь пришли четыре судна, включая немецкий «Рур» и голландский «Ахиллес». Томас Генри Вилмотт, с угольщика «Форд Касл», на шлюпке прошёл вдоль бортов горящего судна, подбирая всех, кто ещё оставался на борту. За свои действия он был награждён Медалью за спасение от Министерства торгового флота и золотыми часами от судовладельца.
Пожар повредил листы обшивки. К полудню лайнер имел крен 20 градусов на левый борт. Он дрейфовал на северо-восток и к 5 января оказалось в 3 милях от острова Портленд (Великобритания). Девять буксиров взяли все ещё горящее судно на буксир и повели в Шербур. Это заняло 30 часов, а некоторые буксиры получили повреждения.

## Последствия
The New York Times со ссылкой на Министерство торгового флота заявило о потере судна 5 января. На деле лишь 8 января был потушен пожар, а судьба судна оставалась неопределенной ещё три года. После пожара были найдены тела пяти членов экипажа, из них только два смогли опознать.
Обследование показало, что выгорели палубы от A до F, с повреждением внешней обшивки, однако машинная установка оказалась неповрежденной. Судовладелец считал судно полностью потерянным, но страховщики были с этим не согласны и требовали ремонта. В итоге, в Шербуре собралась комиссия экспертов и судостроителей.
Судно было полностью списано, а судовладелец получил страховую премию в 6,8 млн долларов (или 2 млн фунтов стерлингов). В 1936 году останки судна были проданы на разделку и отбуксированы в Глазго в марте. Судовладелец использовал страховую премию для постройки меньшего по размеру, но более быстроходного преемника — SS Pasteur — который был спущен в 1938 году и вышел в первый рейс уже после начала Второй мировой войны.
Следственная комиссия выпустила рекомендации по повышению пожаробезопасности на основе этого случая (а также гибели «Жорж Филиппар»), с требованием исключения насколько возможно пожароопасных материалов, а также усовершенствования электрооборудования. Эти требования были полостью учтены при постройке «Нормандии», что, однако, не спасло её от гибели в пожаре в порту Нью-Йорка в 1943 году.